# Борислав Дамянов
Борислав Дамянов е български футболист, полузащитник, играещ за ФК Кариана.

## Кариера
Дамянов започна кариерата си в юношеския отбор на Монтана. През януари 2016, той подписа с първия им отбор.  На 28 май 2016, той направи професионалния си дебют в мача срещу Славия София, загубен с 1:3, влизайки на мястото на Иван Коконов. 